# Trencsin tér
A Trencsin tér Kolozsvár egyik régi tere volt, a város keleti részén, rögtön a falakon túl. A 20. század elején a tér rendezésével két részre osztották: északi része lett Bocskai tér, déli része pedig a Hunyadi tér.

## A Trencsin tér kialakulása

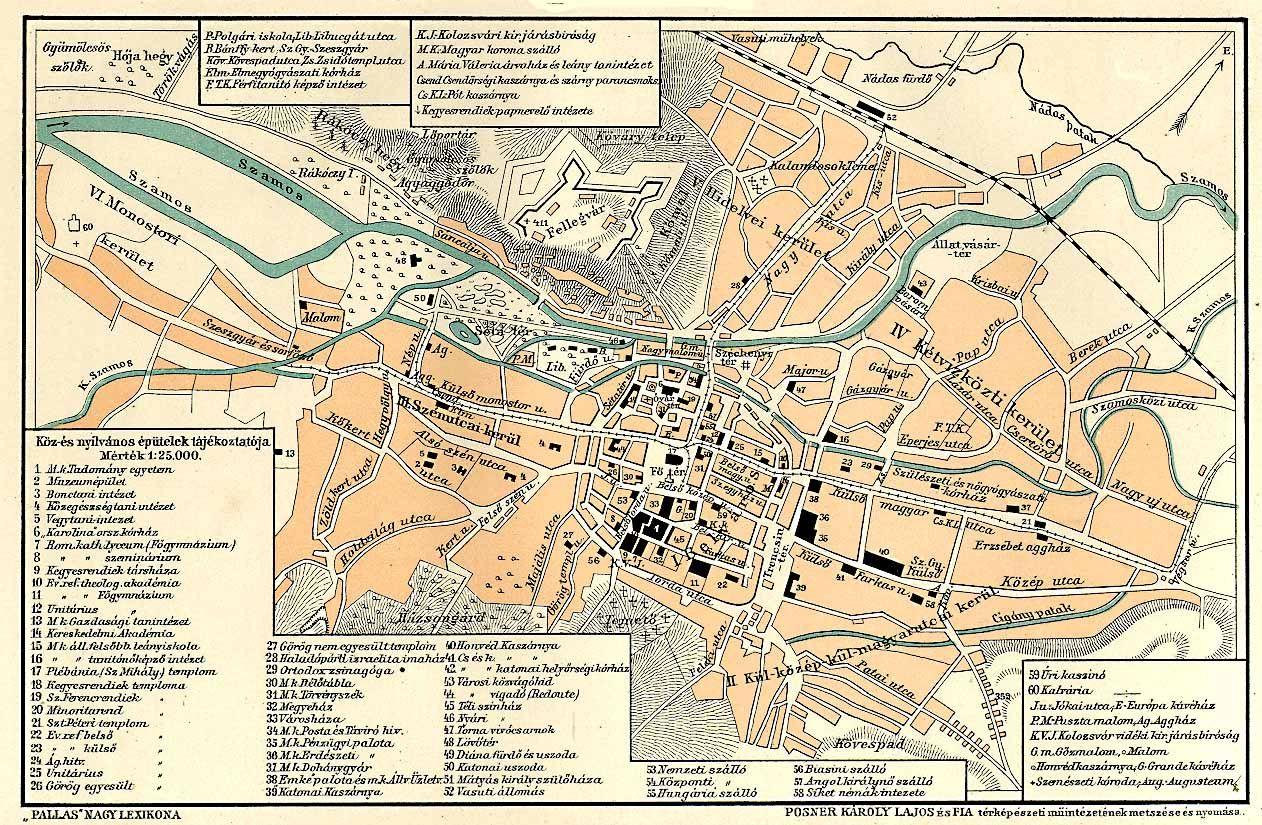
Kolozsvár térképe 1897-ből

A várfalak előtti térséget védelmi célok miatt a 18. század végéig nem volt szabad beépíteni. Csak a tér keleti oldalán alakulhatott így ki házsor. A nyugati házsor megépítését az 1790-es évek közepén engedélyezték.
A tér északi határát a Magyar utca képezte, míg a déli végét a mai Tordai, Pata és Györgyfalvi utcák találkozásánál kiépült Cigánysor alkotta.
Az 1770-es években a térről csak a Közép kapun lehetett kocsival belépni a városba, a Magyar utcai kapun mindössze egy kis ajtó volt. A Közép kapu előtt vásártér alakult ki. A tér távolabbi részein füves-sáros-szemetes részek váltakozhattak. A tér keleti részén kertes faházak álltak.
Elnevezésére vonatkozó első adat az 1700-as évek közepéről származik: egy Trencsini Ferenc nevű Gyulai-ezredbeli kapitány e tágas, többnyire füves tér jó részét – nagyjából a Közép kapu előtt és az onnan Torda felé vivő út mentén – gyakorlótérként deszkakerítéssel és részben földhányással vétette körül, s kitiltott onnan minden polgári személyt. A városi tanács ezt az önkényeskedést annál is inkább sérelmezte, mert a földhányás a Torda felé vezető úton a közlekedést is akadályozta. 1769-ben panaszt tett a Főkormányszéknél, amelynek eredményeképp a város visszakapta e Trencsin váraként emlegetett területet. Legeltettek rajta, tűzifa-, majd pedig szénaraktárnak használták. Az egykori kapitány nevét a lakosság megőrizte, s az egész térre alkalmazta Trencsini, Trincsin, Trencsi alakokban a 19. század végéig.
A 18-19. század fordulóján sáros tér rendezésére az első próbálkozások az 1810-es években történtek. Az 1820-as években ide akarták összpontosítani a vásárokat, ez azonban nem valósult meg, mert a Széchenyi tér sokkal előnyösebb helyzetben volt. A kérdést végül a vasút megépítése oldotta meg, s a Széchenyi tér, amely a várost a vasútállomással összekötő út mentén feküdt, vált a város piacterévé.
A Trencsin téren átmenetileg barompiac volt, amely a Közvágóhíd 1886-ban történt felépítésekor annak környékére költözött, valamint a fapiac: eleinte a mai színház helyén levő egész térségen, a század közepétől már csak a Magyar és a Közép kapuk közti szakaszon, a század végén a keleti soron a kaszárnyák előtt.
Az első jelentősebb épület a téren a Szent György-laktanya volt. Az épület tervezője Goró Lajos százados volt. A tér délkeleti sarkát elfoglaló épületet 1834-1837 között építették fel. Napjainkban is a katonaság birtokolja.

## Dísztérré alakítása
A tér a 19. század utolsó éveiben vált valódi dísztérré. Először a Külső Magyar és Külső Közép utcák közötti kétemeletes irodaházsor épült meg: a pénzügyi igazgatóság palotája, az erdőigazgatósági palota, valamint az EMKE-palota a Külső-Magyar utcai sarkon. A nyugati oldal kis lakóházait lebontották, helyükre új palotákat építettek: a szabadkőművesek páholyának palotája (a Szentegyház utca sarkán), a Kolozsvári Gazdák Hitelszövetkezetének palotája, valamint a Belső-Magyar utcai sarkon a Kereskedelmi és Iparkamara palotája (a későbbi megyeháza). Az északi oldalon 1895-ben felépült a református teológia palotája. A tér közepét parkosították és Kissétatérként vagy Trencsin téri parkként emlegették. Itt állították fel Erzsébet királyné szobrát is.
A tér Közép utcához viszonyított déli része csak a 20. század elején rendeződött. 1900-ban felépült az igazságügyi palota, amely a folytatást képező Szent György laktanyával lezárta a tér keleti oldalát. 1902-1903-ban felépült a tér déli részét lezáró Tanítók Háza. A tér nyugati oldalán, a 19. század eleji házak helyett bérházakat építettek.
1900-ban úgy döntöttek, hogy itt építik fel az új színházat. Fellner és Helmer tervei alapján az épület 1906 őszére készült el. Mögötte parkot létesítettek.

## A tér felosztása
A térnek a századfordulóig nem volt egységes, hivatalos neve. Trencsin térként emlegették, de valójában külön „sorai” voltak: a Magyar és Közép utcák közti nyugati oldal a „Fapiac sor”, a keleti viszont „Trencsinvár sor”. Az északi oldal a Külső-Magyar utca részét képezte. A kaszárnya és az igazságügyi palota oldala a „Nagykaszárnya sor” elnevezést viselte.
A teret 1899-ben osztották hivatalosan ketté: a Közép utcától északra levő rész felvette az EMKE tér nevet, míg déli része a Hunyadi tér elnevezést kapta. Mivel az EMKE 1907-ben megvált palotájától, a tér nevét is megváltoztatták Bocskai térre.

## Kapcsolódó lapok
- Bocskai tér (Kolozsvár)
- Hunyadi tér (Kolozsvár)